# (4262) 1989 CO
1989 CO là một tiểu hành tinh nhỏ được phát hiện bởi Masaru Arai và Hiroshi Mori ngày 5 tháng 2 năm 1989 in Yorii.